# Håkan E. Wilhelmsson

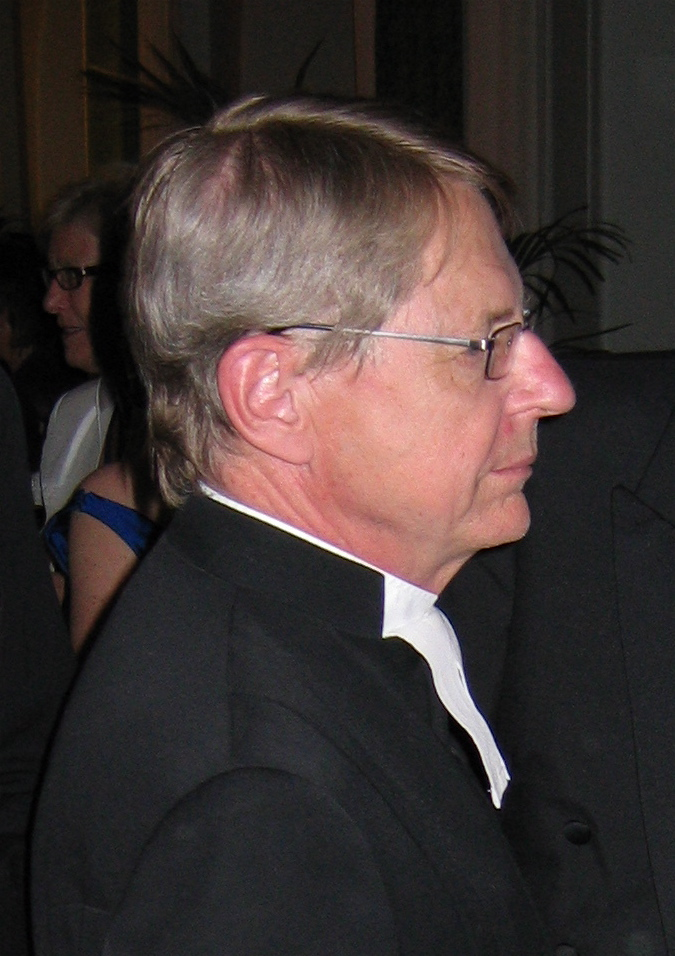
Håkan E. Wilhelmsson vid Lunds universitets promotionsmiddag 2009.

Håkan Emanuel Wilhelmsson, född den 4 april 1948, är en svensk präst. Han var 2002–2013 domprost i Lunds stift och Lunds domkyrkoförsamling.

## Karriär
Wilhelmsson prästvigdes 1971, var förbundssekreterare i Riksförbundet Kyrkans Ungdom 1972-1979 samt därefter lärare vid Sigtunastiftelsens Humanistiska Läroverk 1979-1980. Han var kyrkoadjunkt i Sigtuna 1980-1981, pedagogisk konsult vid Svenska kyrkans utbildningsnämnd, rektor för Svenska kyrkans kursgård 1984-1986, direktor för Svenska kyrkans utbildningscentrum samt handläggare och projektledare för Svenska kyrkans centralstyrelse 1986-1993.
1993-1995 var Wilhelmsson komminister i Husby-Ärlinghundra församling, samt därefter redaktör för Mitt i Församlingen 1995-2000. Efter att ha varit vikarierande kyrkoherde i Enskede-Årsta församling, Jakobsbergs församling, Skärholmens församling och Kista församling 1998-2002 utsågs han den 1 februari 2002 att efterträda Anders Svenningsen som domprost i Lund.
Wilhelmsson nominerades 2010 som kandidat till ny biskop i Växjö stift efter Sven Thidevall, men erhöll endast ett fåtal röster.